# Raymond Cogniat
Raymond Cogniat, né le 14 avril 1896 à Paris et mort le 23 février 1977 dans cette même ville, est un homme de lettres, critique d'art et inspecteur des Beaux-arts français.

## Biographie
Raymond Cogniat est le fils de Jean-François Louis et d'Élisabeth Perrodet .
Incorporé en mai 1915, il est engagé pendant la Première Guerre mondiale.
Au début des années 1920, il débute dans la critique à Comœdia, puis pour la revue Chantecler (entre 1925 et 1932).
Il devient ensuite rédacteur en chef du Monde illustré (1932-1938) et de Beaux-Arts (1933-1940).
À partir de 1943 jusqu'en 1966, il est inspecteur général des Beaux-Arts.
En 1963, il épouse en secondes noces Andrée Mallet.
Il est mort à l'âge de 80 ans, à Paris.

## Publications
- Gauguin, Paris, éd. Braun, Collection des maîtres, 1938.
- Jacques Le Chevallier, éditions Galerie Lucy Krohg, Paris, 1938.
- Soutine, Paris, éditions du Chêne, 1945, avec notes de Michel Kikoïne.
- L'Impressionnisme, Paris, A. Somogy, 1955.
- Cinquante ans de spectacle en France : les Décorateurs de théâtre, Paris : Libr. théâtrale, 1956.
- Jacques de Lacretelle de l'Académie française, avec Raymond Cogniat, Jean-Pierre Capron, Les Cahiers de la peinture, 1959.
- Jacques Lestrille, éditions Galerie André Weil, Paris, 1964.
- Jacques Hillairet, avec Raymond Cogniat, Les Musées d'art de Paris, Aimery Somogy, 1967.
- Degas, Paris, Flammarion, 1967.
- Sisley, Flammarion, première édition 1978  (ISBN 0568001516).
- Le Romantisme, Genève, édito-service, 1981.
- Bonnard, Paris, Flammarion, collection Les Maîtres de la peinture, 1989.
- dessins et aquarelles XXe SIECLE, Bonfini Press, 1977.

## Documentation
Une partie de ses archives est déposée à l'Institut national d'histoire de l'art.